# جغرافیای رومانی

موقعیت رومانی در اتحادیه اروپا.

رومانی (به رومانیایی România) کشوری است در جنوب شرقی اروپا. پایتخت آن بخارست است. رومانی از غرب با مجارستان و صربستان، از شمال شرقی و شرق با مولداوی و اوکراین و از جنوب با بلغارستان همسایه است.
مساحت رومانی ۲۳۸٫۳۹۱ کیلومتر مربع و مجموع مرزهای زمینی آن ۳۱۴۹٬۹ کیلومتر است. رومانی با داشتن مساحت ۲۳۸٬۴۰۰ کیلومتر مربع نهمین کشور اتحادیه اروپا از نظر مساحت است.
کوه‌های کارپات، رومانی را به سه منطقه تقسیم می‌کنند: در شمال غربی ترانسیلوانیا، در جنوب والاچیا، در و شرق مولدووا. در امتداد ساحل، در شرق دانوب، دوبروجا واقع شده‌است. جنوب رومانی عمدتاً از دو دشت اصلی «کامپا رومانا» (دشت رومانی)، و دشت دانوب سفلی تشکیل شده‌است. در میانه کشور یعنی در ترانسیلوانیا زمین‌های مرتفعی به حالت فلات قرار دارند.
زمین‌های منتهی‌الیه غرب رومانی نیز به صورت دشت است که در زبان رومانیایی به آن دشت غربی (câmpia de vest) می‌گویند.
در شمال دوبروجا دلتای رود دانوب واقع شده که بزرگ‌ترین دلتای اروپا است و پرندگان و ماهیان زیادی در آن زندگی می‌کنند. بزرگ‌ترین رودخانه رومانی دانوب است که عمدتاً در مرز این کشور با بلغارستان جریان دارد. شهرهای بندرگاهی مهم رومانی چون گالاتی، برایلا، و تولسئا نیز در کناره رود دانوب واقع شده‌اند. رودهای دیگر کشور که اهمیت بازرگانی چندانی ندارند عبارتند از مورش، سومش، اولت، سیرت، و پروت.
بلندترین نقطه کوهستان کارپات، مولدووئانو با ۲۵۵۴ متر ارتفاع است.
رومانی از نظر منابع طبیعی غنی است. از جمله، نفت خام، گاز طبیعی، زغال سنگ قهوه‌ای و سخت، سنگ آهن، بوکسیت، نمک، طلا، نقره و اورانیوم در این کشور یافت می‌شود. نفت خام عمدتاً در مجاورت پلویشت در دره پراهووا تولید می‌شود. مهمترین کانسارهای سنگی در جنوب غربی کشور وجود دارد.

## ناهمواری‌ها

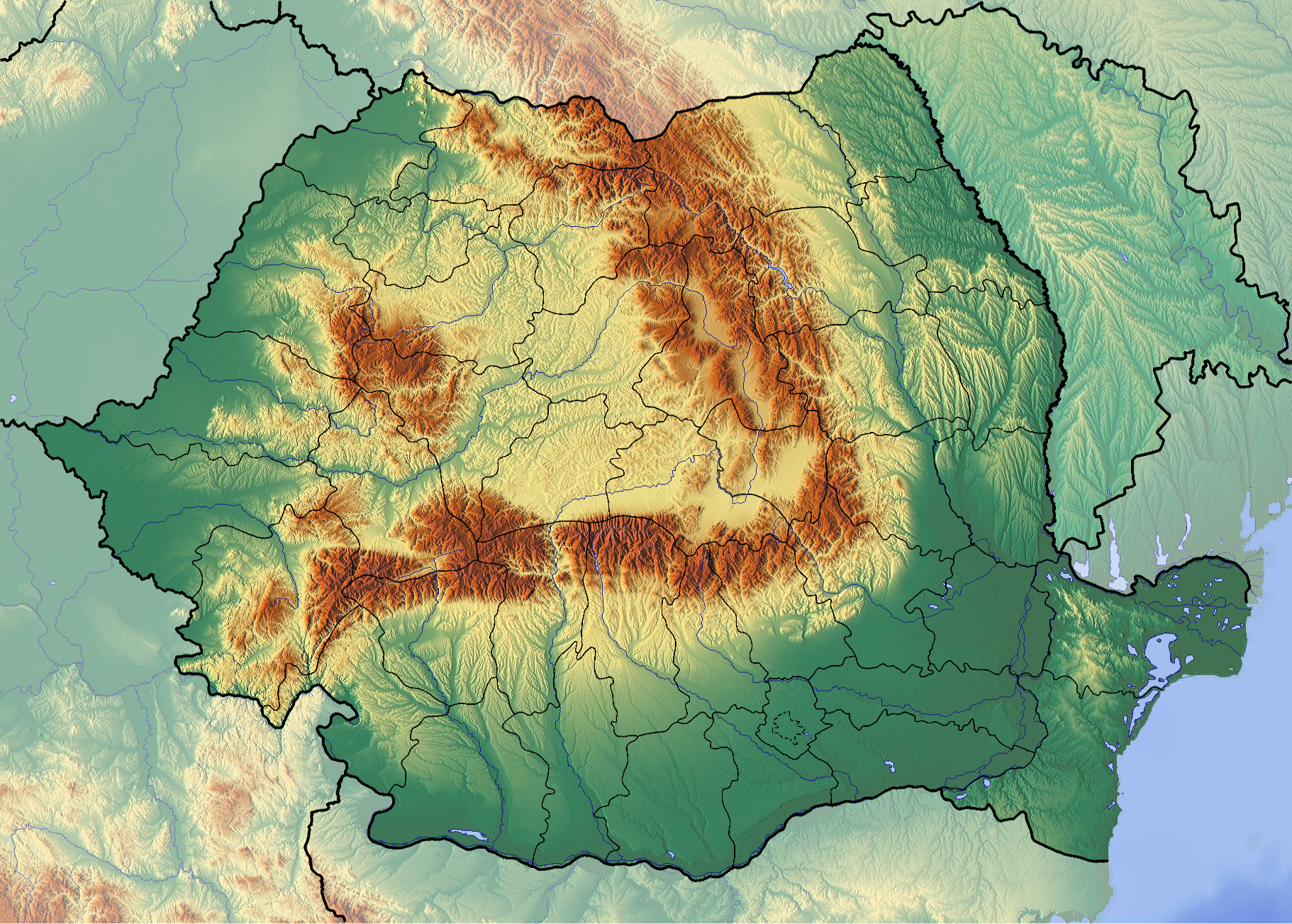
نقشه ناهمواری‌های رومانی.

چشم‌انداز طبیعی رومانی تقریباً به‌طور مساوی بین کوه‌ها (۲۳ درصد)، دشت‌ها (۳۹ درصد) و تپه‌ها (۳۵ درصد) تقسیم شده‌است. این اشکال متنوع از عوارض جغرافیایی به‌طور نسبتاً متقارن از کوه‌های کارپات، که به ارتفاعی بیش از ۲۵۰۰ متر می‌رسد، تا دلتای دانوب، که تنها چند متر از سطح دریا ارتفاع دارد، گسترش یافته‌است.
کمان کوه‌های کارپات بیش از ۱۰۰۰ کیلومتر در مرکز کشور ادامه یافته و مساحت آن ۷۱۰۰۰ کیلومتر مربع است. این کوه‌ها دارای ارتفاع کم تا متوسط هستند و پهنای این کوهستان بیش از ۱۰۰ کیلومتر نیست. آنها عمیقاً توسط دره‌های طولی و عرضی تکه‌تکه شده‌اند و چندین رودخانه اصلی از آنها گذر می‌کنند. این ویژگی و این واقعیت که گردنه‌های گذرپذیر بسیاری در این کوهستان وجود دارد - برخی در ارتفاع تا ۲٬۲۵۶ متر - کوهستان کارپات را کمتر از سایر رشته‌کوه‌های اروپایی مانع جابه‌جایی مردم کرده‌است. یکی دیگر از ویژگی‌های متمایز کارپات، سطوح مسطح فرسایش‌یافته بسیاری است که در ارتفاعات نسبتاً زیاد قرار گرفته‌اند. در این محل‌ها، روستاهایی در ارتفاع بیش از ۱۲۰۰ متر وجود دارد.

## آب و هوا
رومانی به دلیل موقعیت خود در قسمت جنوب شرقی قاره اروپا دارای آب و هوایی است که حالت انتقالی بین معتدل و بَرّی دارد. شرایط آب و هوایی آن تا حدودی تحت تأثیر ناهمواری‌ها از منطقه به منطقه تفاوت‌هایی دارد.
کوهستان کارپات به عنوان سدی برای توده‌های هوای اقیانوس اطلس عمل می‌کند. این سد باعث شده‌است که تأثیرات هوای اقیانوسی به غرب و مرکز کشور محدود شود. توده‌های هوای اقیانوسی در این بخش‌ها از کشور زمستان‌های معتدل و بارندگی‌های بیشتری را رقم می‌زنند.
این کوه‌ها همچنین در برابر تأثیرات هوای بَرّی دشت وسیع اوکراین ایستاده و از ورود زمستان‌های سخت و هوای خشک کم‌باران از آن دشت شمالی به جنوب و جنوب شرق رومانی جلوگیری می‌کنند. در منتهای جنوب شرق رومانی، تأثیرات اقلیم مدیترانه‌ای، آب و هوای دریایی معتدل‌تری را فراهم آورده‌است.
میانگین دمای سالانه در رومانی ۱۱ درجه سانتی‌گراد در جنوب و ۸ درجه سانتی‌گراد در شمال کشور است. در بخارست، درجه حرارت از منفی ۲۹ درجه سانتی‌گراد در ماه ژانویه تا ۲۹ درجه سانتی‌گراد در ماه ژوئیه متغیر است. میانگین دما در ماه ژانویه ۳ درجه سانتی‌گراد و در ژوئیه ۲۳ درجه سانتی‌گراد محاسبه شده‌است.
بارش‌ها، اگرچه در سراسر کشور کافی است، اما از غرب به شرق و از کوه به دشت کاهش می‌یابد. بارش در برخی مناطق کوهستانی بیش از ۱۰۱۰ میلی‌متر در سال است. میانگین بارش سالانه حدود ۶۳۵ میلی‌متر در مرکز ترانسیلوانیا، ۵۲۱ میلی‌متر در یاسی در مولداوی و تنها ۳۸۱ میلی‌متر در کنستانتسا در کنار دریای سیاه است.
زمستان در رومانی معمولاً از نوامبر تا مارس است. بهار کوتاه است و گاهی اوقات به تابستان تبدیل می‌شود. تابستان از ماه مه تا اوت ادامه دارد. پاییزها طولانی است و از سپتامبر تا نوامبر ادامه می‌یابد.

## رودها

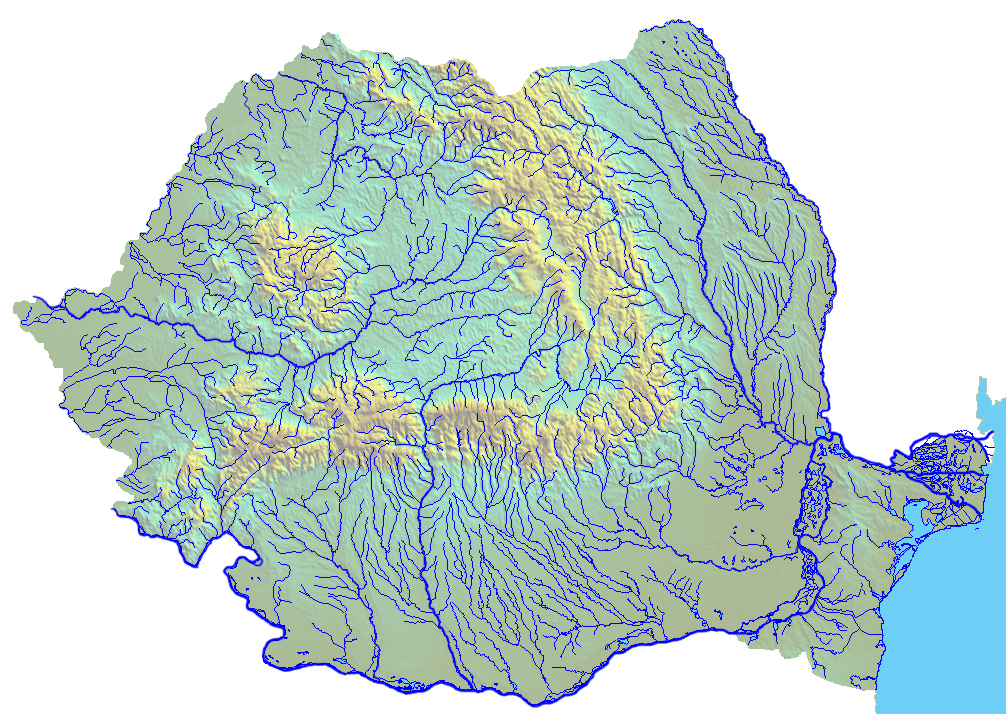
شبکه رودخانه‌ای رومانی.

رود دانوب پس از ورود به رومانی در بازیاس، در جنوب غرب کشور، حدود ۱۰۷۵ کیلومتر را در خاک این کشور یا در امتداد مرزهای آن طی می‌کند. دانوب مرز جنوبی رومانی را با صربستان و بلغارستان تشکیل می‌دهد. تقریباً ۴۰ درصد از کل طول دانوب در رومانی پیموده می‌شود.
تقریباً همه رودخانه‌های رومانی به صورت مستقیم یا غیر مستقیم از شاخه‌های رود دانوب هستند. مهم‌ترین این رودها عبارتند از: رود مورش، رود اولت، سیرت، یالومیتا، سامز و آرجش. رود اولت با ۶۱۵ کیلومتر درازا، طولانی‌ترین رودخانه‌ای است که کاملاً در داخل خاک رومانی قرار دارد. رودخانه‌های رومانی در درجه اول از شرق، غرب و جنوب از ستیغ مرکزی کوه‌های کارپات جاری هستند. این رودها از بارش باران و ذوب برف تغذیه می‌کنند که این امر باعث نوسان قابل توجهی در دبی آنها و گاهی اوقات سیل‌های فاجعه‌بار می‌شود.
در شرق، آب رودخانه‌های کوچک‌تر توسط رودهای سیرت و پروت جمع‌آوری می‌شود. در جنوب، رودخانه‌ها مستقیماً به دانوب می‌ریزند و در غرب، آب‌ها توسط رود تیسا در قلمرو مجارستان جمع‌آوری می‌شوند.

## جنگل‌ها
حدود ۲۷ درصد مساحت کشور پوشیده از جنگل و بخش بزرگی از آن شامل جنگل‌های برگریز است. در مناطق پایین‌تر (تا حدود ۶۰۰ متر) بلوط، بلوط همیشه‌سبز، زغال‌اخته، افرای شبه‌چناری، نمدار و زبان گنجشک می‌روید. به‌ویژه در مسیر دانوب و در دلتای دانوب جنگل‌های آبرفتی با بید و صنوبر وجود دارد. در ارتفاعات بالاتر (حدود ۱۲۰۰–۱۴۰۰ متر) عمدتاً راش و بلوط رشد می‌کنند. در بالای این ارتفاع نیز عمدتاً درختان با چوب نرم (صنوبر و کاج) یافت می‌شود. خط درخت حدود ۱۹۰۰ متر است. در مناطق جنوبی کشور درختان مدیترانه ای مانند شاه‌بلوط شیرین رشد می‌کند.‎ به‌طور کلی، راش (۳۱٪) شایع‌ترین درخت است، پس از آن صنوبر (۲۲٪) و بلوط قرار دارند.‎